# Одноатомный газ
Одноатомный газ — такой газ, в котором атомы не образуют химических связей друг с другом. Атомы одноатомных газов иногда называют одноатомными молекулами.
При стандартных давлении и температуре все инертные газы являются одноатомными. К инертным газам относятся: гелий, неон, аргон, криптон, ксенон, радон и оганесон. Инертные газы с бо́льшими атомными массами могут создавать структурные образования, но более лёгкие являются нереактивными. При очень высоких температурах все химические элементы в газовом состоянии являются одноатомными.
Единственный вид движения молекул одноатомного газа — это поступательное движение (возбуждение электронов не является важным при комнатных температурах). Поэтому в адиабатном процессе одноатомные газы имеют идеализированный показатель адиабаты (Cp/Cv) равный 5/3, в то время как у идеальных двухатомных газов этот параметр равен 7/5. Молекулы двухатомного газа, помимо поступательного движения, могут ещё и вращаться (но вибрация при комнатных температурах для них недоступна).
Также про идеальные одноатомные газы можно сказать следующее:
молярная теплоёмкость при постоянном давлении (Cp) равна 5/2 R = 20.8 Дж *K−1* моль−1;
молярная теплоёмкость при постоянном объёме (Cv) составляет 3/2 R = 12.5 Дж* K−1* моль−1;
где R — универсальная газовая постоянная.